# Savanorių prospektas (Vilnius)

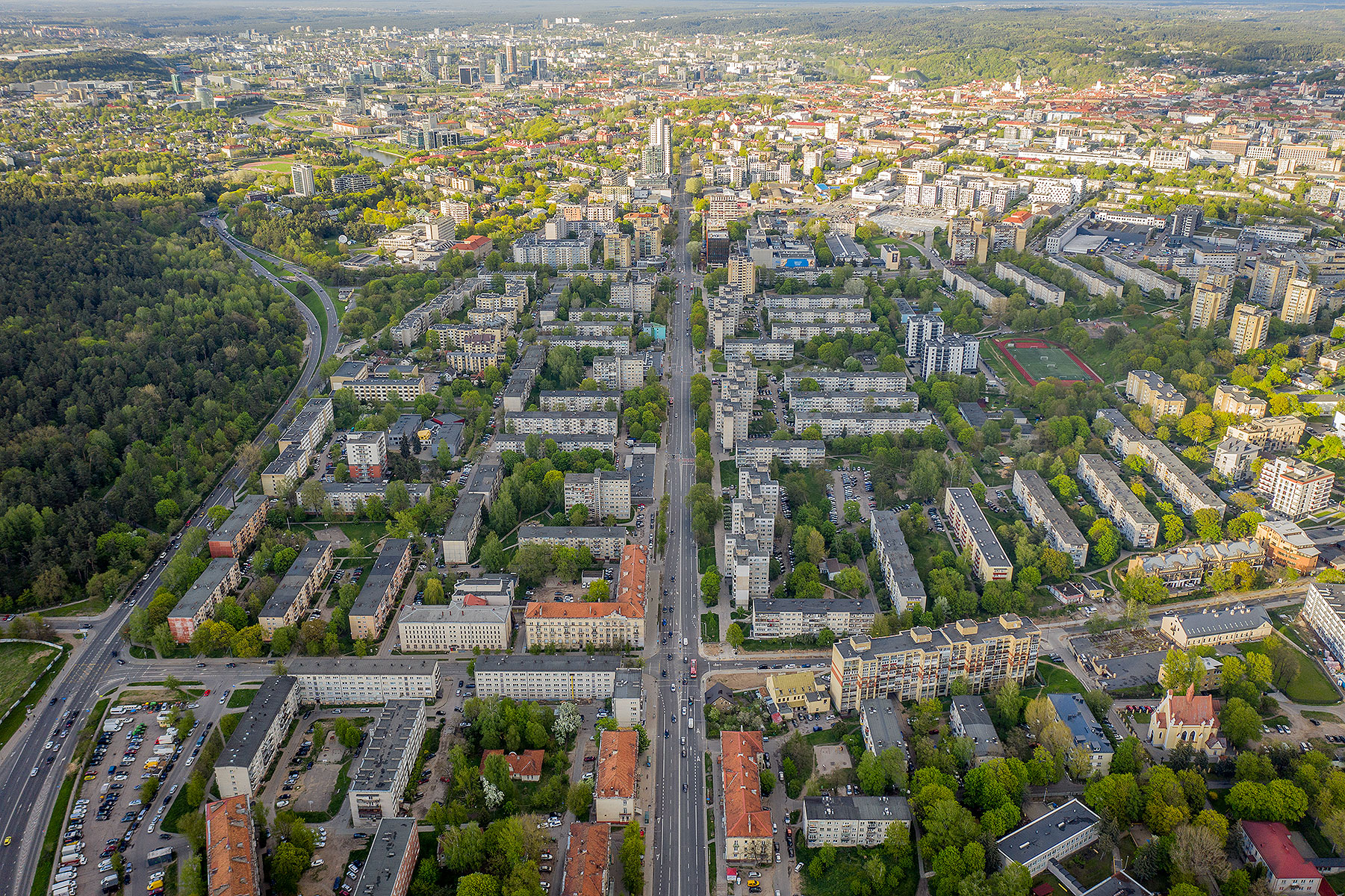
Luftbild

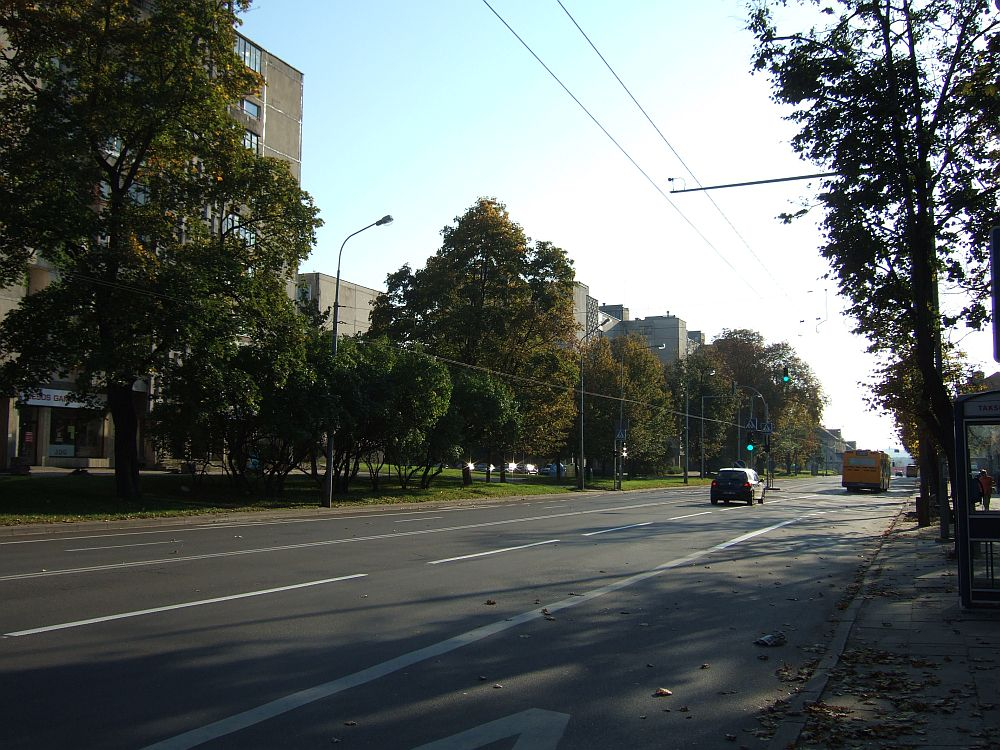
Savanorių prospektas

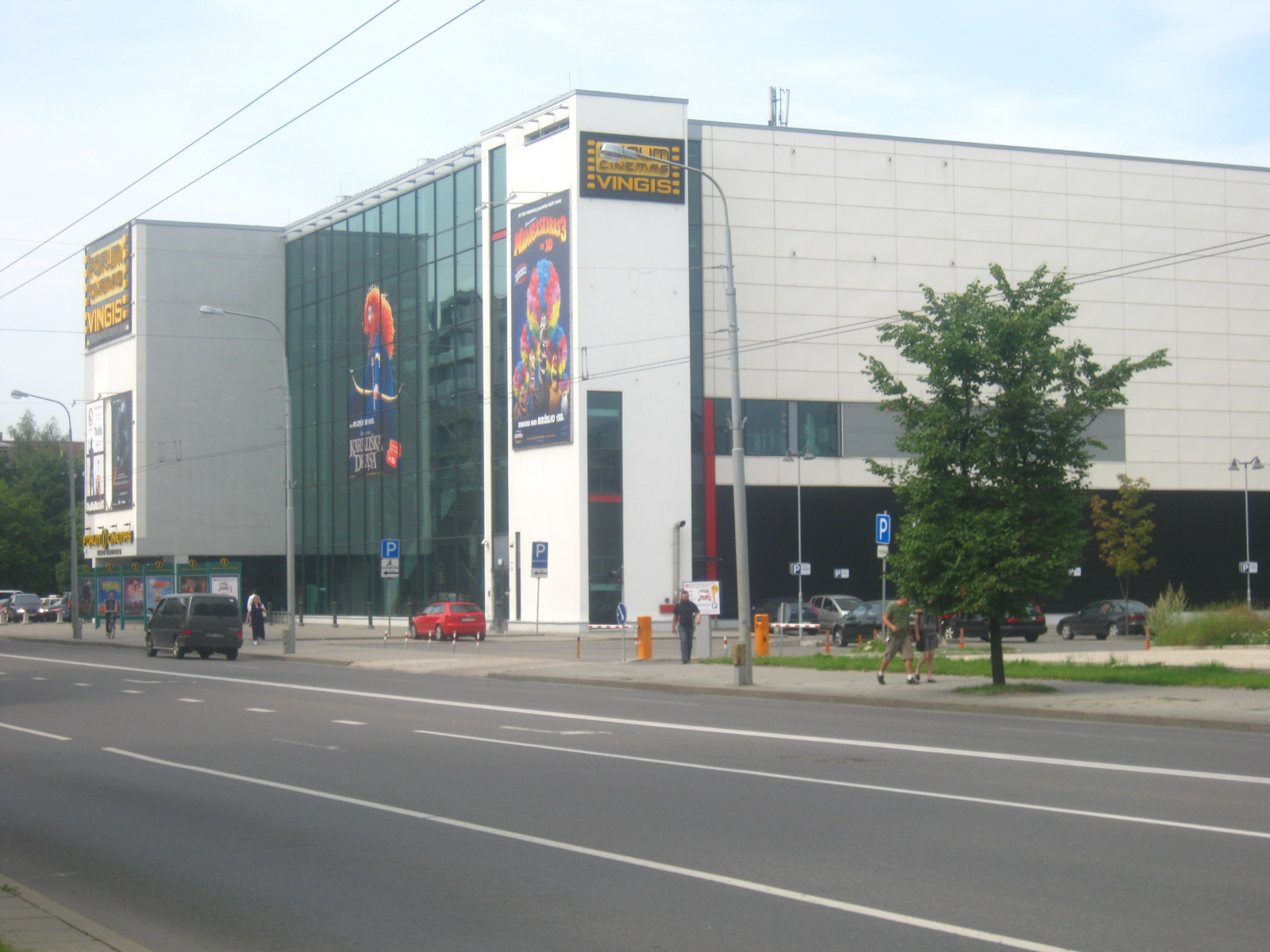
Forum Cinemas (früher Kino Vingis)

Der Savanorių prospektas (Vilnius) ist eine Avenue (Prospekt) in der litauischen Hauptstadt Vilnius. Die Straße beginnt an der Kreuzung J.-Basanavičiaus-Straße und Konarskio-Straße und endet am Ring Gariūnų žiedas in Gariūnai. Der Prospekt ist zehn Kilometer lang. Die Avenue verläuft durch die Stadtteile Naujamiestis, Vilkpėdė und Žemieji Paneriai.

## Einrichtungen
Ansässig sind:
- AB „Amber Grid“ (Savanorių pr. 28)
- Forum Cinemas (Vingis), Kino und eine Filmgesellschaft (Savanorių pr. 7)
- Lietuvos verslo paramos agentūra, Agentur von Wirtschaftsministerium Litauens (Savanorių pr. 28)
- Sportclub „Impuls“
- Verband Lietuvos inžinerinės pramonės asociacija (Savanorių pr. 176–803)
- Litagra (Savanorių pr. 173)
- Maxima LT (Savanorių pr. 247)
- Nordea Bank Finland PLC
- Plasta (Savanorių pr. 180)
- „Rimi Lietuva Hypermarket“ (Savanorių pr. 16)
- Rivona
- „AB Swedbank“ (Savanorių pr. 19)
- Vilniaus baldai
- Zollamt Vilnius, Vilniaus teritorinė muitinė (Savanorių pr. 174)